# Live at Cap d'Agde
Live at Cap d'Agde is het vierde in een reeks livealbums van de Britse groep King Crimson. 

## Geschiedenis en bezetting
De vorige uitgaven in de serie gaven de beginjaren weer. Begin jaren 80 wordt King Crimson (her)heropgericht en is Robert Fripp de absolute leider geworden. De muziek is totaal veranderd; frippertronics zijn geïntroduceerd (minimal music op de gitaar). De opnamekwaliteit is goed. KC toerde samen met Roxy Music die hun eigen tournee vastlegden. KC heeft van hun apparatuur gebruikgemaakt. Van het optreden in Cap d'Agde zijn niet alle opnamen bewaard gebleven (althans een deel is zoek); het album wordt aangevuld met muziek uit een optreden in Fréjus van 27 augustus 1982.
Fripp (gitaar) heeft hier de volgende musici om zich heen:
- Adrian Belew - gitaar, zang
- Tony Levin - stick - basgitaar
- Bill Bruford - drums en percussie

In vergelijking met eerdere versies van de groep is de toetsen/mellotronpartij geheel verdwenen.

## Composities
1. Waiting Man
2. Thela Hun Ginjet
3. Matte Kudasai
4. The sheltering Sky
5. Neil and Jack and Me
6. Elephant Talk
7. Indiscipline (Frejus)
8. Heartbeat (Frejus)
9. Larks' Tongue in Aspic (Part II) (Frejus)

## Trivia
- De drie tracks van Frejus worden aangekondigd als bonusnummers, wat eigenlijk vreemd is: ze waren nodig om een volledige cd te kunnen persen/verkopen.
- Het concert in Frejus is ook vastgelegd op video (The Noise) zonder licht- of geluidscontrole.
- Bruford is weliswaar meegekomen uit de vorige versie van KC, maar had ondertussen niet stilgezeten: solowerk, zijn jazzrockbezigheden, Genesis, UK en een samenwerking met Patrick Moraz hadden hem beziggehouden.

Jaren 60: mei, juni 1969; Marquee Londen · 5 juli 1969; Hyde Park Londen · 21/22 november 1969; San Francisco
Jaren 70: 11 mei 1971; Plymouth · 10 augustus 1971; Marquee Londen · 16 oktober 1971; Brighton · 13 december 1971; Detroit · 26 februari 1972: Jacksonville · 27 februari 1972;Orlando · 12 maart 1972; Denver radio · 13 maart 1972; Denver live · 27 maart 1972; Boston · 13 oktober 1972; Frankfurt am Main · 17 oktober 1972; Bremen · 13 november 1972; Guildford · 15 november 1973; Zürich · 29 maart 1974; Heidelberg · 30 maart 1974; Mainz · 1 april 1974: Kassel · 24 juni 1974, Toronto· 1 juli 1974, New York
Jaren 80: 30 april 1981; Bath · 30 juli 1982; Philadelphia · 2 augustus 1982; New York · 13 augustus 1982; Berkeley · 25 augustus 1982; Cap D’Agde · 29 september 1982; München · 17-30 januari 1983; studiowerk · mei-november 1983
Jaren 90: VROOOM sessies;april/mei 1994; studio · 1 juli 1995; Wiltern · 20-25 november 1995; Broadway · 29 november 1995; Chicago · 26 augustus 1996; 2e maal Philadelphia · mei 1997; Nashville studio · 1-4 december 1997 (P1) · 4 juni 1998; Chicago (P2) · 1 juli 1998; Northampton (P2) · 1 november 1998; San Francisco (P4) · 25 maart 1999; Austin (P3)
Jaren vanaf 2000: 11 juni 2000; Warschau · 9/10 november 2001; Nashville live · 3 maart 2003: Alexandria (P3) · april 2003 · najaar 2003; Japan · 20 juni 2003; Milaan · 16 november 2003; New Haven ·  28 juni 2017; Chicago